# Kevin Kerslake
Kevin Kerslake – amerykański reżyser teledysków. Twórca wideoklipów grup takich jak Stone Temple Pilots, Filter, 311, Faith No More, Green Day, Depeche Mode, The Smashing Pumpkins, Papa Roach, Nirvana, Rise Against i wielu innych zespołów.